# Philip Lavery
Philip Lavery (* 17. August 1990 in Dublin) ist ein irischer Bahn- und Straßenradrennfahrer.
Philip Lavery gewann 2008 das Rás an Turcaí Galway. Im nächsten Jahr konnte er seinen Sieg dort wiederholen und er wurde Dritter im Straßenrennen der U23-Klasse bei der irischen Meisterschaft. In der Saison 2010 gewann er zwei Etappen bei der Irish Sea Tour of the North und konnte so auch die Gesamtwertung für sich entscheiden. Außerdem gewann er eine Etappe bei der Tour of Ulster und bei den Commonwealth Games gewann er auf der Bahn mit dem nordirischen Team die Bronzemedaille in der Mannschaftsverfolgung. Ende der Saison 2010 fuhr er für das irische Continental Team An Post-Sean Kelly als Stagiaire, wo er sich für einen Profivertrag ab 2011 empfehlen konnte.

## Erfolge – Bahn
2010
- Commonwealth Games – Mannschaftsverfolgung (mit Seán Downey, Martyn Irvine und David McCann)

## Erfolge – Straße
2012
- Irischer Meister – Straßenrennen (U23)

## Teams
- 2010 An Post-Sean Kelly (Stagiaire)
- 2011 An Post-Sean Kelly
- 2012 Node 4-Giordana Racing
- 2013 AC Bisontine (bis 31. Juli)
- 2013 Cofidis, Solutions Crédits (Stagiaire, ab 1. August)
- 2014 AC Bisontine (bis 17. Februar)
- 2014 Synergy Baku Cycling Project (von 18.02 bis 15. Juli)